# Hipopòtam europeu
L'hipopòtam europeu (Hippopotamus antiquus) és una espècie extinta d'hipopòtam que visqué a Europa i s'extingí una mica abans de l'última edat glacial, cap a la fi del Plistocè. El seu àmbit de distribució s'estenia des de la península Ibèrica fins a les Illes Britàniques i des del Rin fins a Grècia.